# Franc Vozelj
Franc Vozelj, slovenski slikar, * 28. marec 1954, Kranj.

## Življenje
Po šoli za oblikovanje se je vpisal na Akademijo za likovno umetnost v Ljubljani, kjer je leta 1979 diplomiral na oddelku za slikarstvo. Leta 1981 je končal podiplomski študij slikarstva pri Janezu Berniku. Doslej je imel preko 80 samostojnih razstav doma in v tujini, sodeloval pa je na več kot 100 skupinskih razstavah. Med priznanji, ki jih je prejel za svoje delo, je velika Prešernova plaketa mesta Kranja za leto 1999. Ukvarja se s slikarstvom in oblikovanjem. Od leta 1980 je član Društva slovenskih likovnih umetnikov (DSLU). Živi in dela v Kranju kot samostojni umetnik.

## Delo
Akademski slikar Franc Vozelj se je uveljavil kot eden najbolj zanimivih predstavnikov domačega figuralnega slikarstva. Obsežni tridesetletni slikarski opus kaže zaupanje v izpovedno moč klasičnih likovnih tém, kakršni sta človeška figura in tihožitje.
Zaradi izčiščenosti ustvarjalnih izhodišč in osredotočenosti na človeško figuro kot nosilko umetniškega sporočila so bodočo premočrtno likovno pot napovedovali recenzenti prvih Vozljevih javnih predstavitev. Cene Avguštin je ob slikarjevi prvi samostojni razstavi v Kranju leta 1981 poudaril: »Razvoj slikarstva Franca Vozlja je logičen, dosleden in zraven dinamičen in poteka v neprestanem boju med plastično in slikovito likovno izraznostjo, med konstruktivno in zopet dekonstruktivno usmerjenimi oblikovalnimi tokovi, med čisto likovnostjo in vsebinsko poglobljenostjo. V tem dinamičnem spletu likovnega ustvarjanja ostaja umetnik do kraja odprt sočloveku, čigar fizična in psihična pojavnost je osnovna tema njegovega upodabljanja.
Figuralika z modernističnimi likovnimi inovacijami, ki jo je Franc Vozelj postopoma usvojil na podlagi raznovrstnih vplivov (šolanje in slikarski opusi profesorjev na ljubljanski likovni akademiji, konstelacija likovne umetnosti konec sedemdesetih let preteklega stoletja, nekateri starejši umetniki), v slovenskem slikarstvu okrog leta 1980 ni imela mnogo privržencev. Za aktualno je veljala »nova podoba«, vendar je Vozlja med smermi, ki so se spogledovale s postmodernizmom, zanimala samo oblika novodobnega ekspresionizma, po katerem pa se je lahko ozrl tudi k starejšim tujim in domačim zgledom (npr. Francisu Baconu, Vladimirju Veličkoviću, Mariju Preglju). Lahko bi dejali, da se je Vozelj odločil za likovno pot, ki je bila glede vsebinskega izraza zmernejša, vendar formalno mnogo tehtnejša.«